# Pretzier
Pretzier este o comună în Saxonia-Anhalt, Germania